# Markvart z Března
Markvart z Března († kolem 1230) byl český šlechtic ze starého českého rodu Markvarticů a předek několika významných rodů - Vartenberků, Valdštejnů, pánů ze Zvířetic, z Lemberka a dalších. 
Byl vnukem prvního známého Markvartice stejného jména. Jeho otcem byl Heřman z Ralska, měl bratry Beneše (předka pánů z Michalovic) a Záviše. Je doložen v letech 1197–1228. Zastával úřad děčínského purkrabího a měl rozsáhlé statky na Boleslavsku a v Pojizeří.
S manželkou Hostilkou z rodu Buziců měl několik synů, kteří založili samostatné rodové linie:

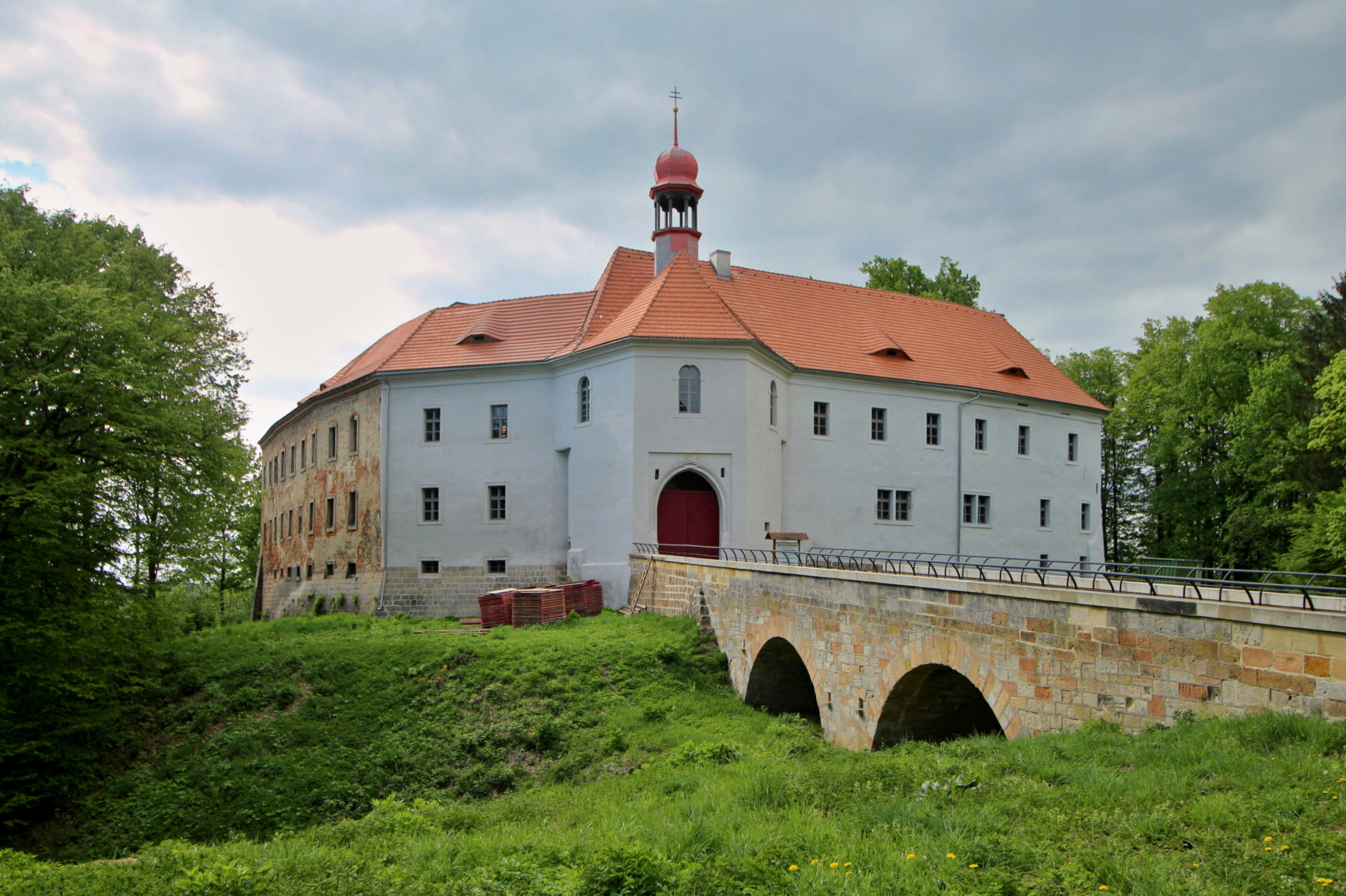
Zámek Vartenberk, původně hrad Stráž na návrší ve Stráži pod Ralskem.

- Jaroslav z Hruštice – od jeho synů odvozují svůj původ páni z Valdštejna, z Dětenic, z Rohozce a z Rotštejna
- Havel z Lemberka – předek pánů z Lemberka a ze Zvířetic, kladský purkrabí
- Markvart III z Ostrého[4] nebo též ze Šarfenštejna (doložen 1255-1268) - předek pánů z Vartenberka, založil hrad Ostrý, možná též Vartenberk (Stráž)